# José García (honduraski piłkarz)
José Antonio García Robledo (ur. 21 września 1998 w Olanchito) – honduraski piłkarz występujący na pozycji środkowego obrońcy, reprezentant Hondurasu, od 2021 roku zawodnik Olimpii.